# Уцулимахи
Уцулимахи (дарг. Уцулимахьи) — село в Акушинском районе Дагестана. Входит в состав Нахкинского сельсовета.

## География
Село находится берегу реки Каракотты (бассейн реки Кулахерк), на расстоянии 25 км к юго-востоку от села Акуша, административного центра района.

## Население
| 1895 | 1926 | 1939 | 1970 | 1989 | 2002 | 2010 |
| ---- | ---- | ---- | ---- | ---- | ---- | ---- |
| 128  | ↘97  | ↗107 | →107 | ↗112 | ↗156 | ↗159 |
| 2021 |      |      |      |      |      |      |
| ↗173 |      |      |      |      |      |      |